# ストーンウォール郡 (テキサス州)
ストーンウォール郡（ストーンウォールぐん、英: Stonewall County）は、アメリカ合衆国テキサス州の北部に位置する郡である。2010年国勢調査での人口は1,490人であり、2000年の1,693人から12.0％減少した。郡庁所在地は唯一の法人化された町であるアスパーモント町（人口919人）であり、同郡で人口最大の町でもある。ストーンウォール郡は1879年に設立され、郡名は、南軍の将軍だったストーンウォール・ジャクソンに因んで名付けられた。

## 歴史
ストーンウォール郡は1879年にベア郡とヤング郡の一部を合わせて設立された。郡名は南軍の将軍で有名を馳せたストーンウォール・ジャクソンに因んで名付けられた。

## 地理
アメリカ合衆国国勢調査局に拠れば、郡域全面積は920平方マイル (2,383 km2)であり、このうち陸地918平方マイル (2,378 km2)、水域は2平方マイル (5 km2)で水域率は0.17％である。

### 特徴的な地形

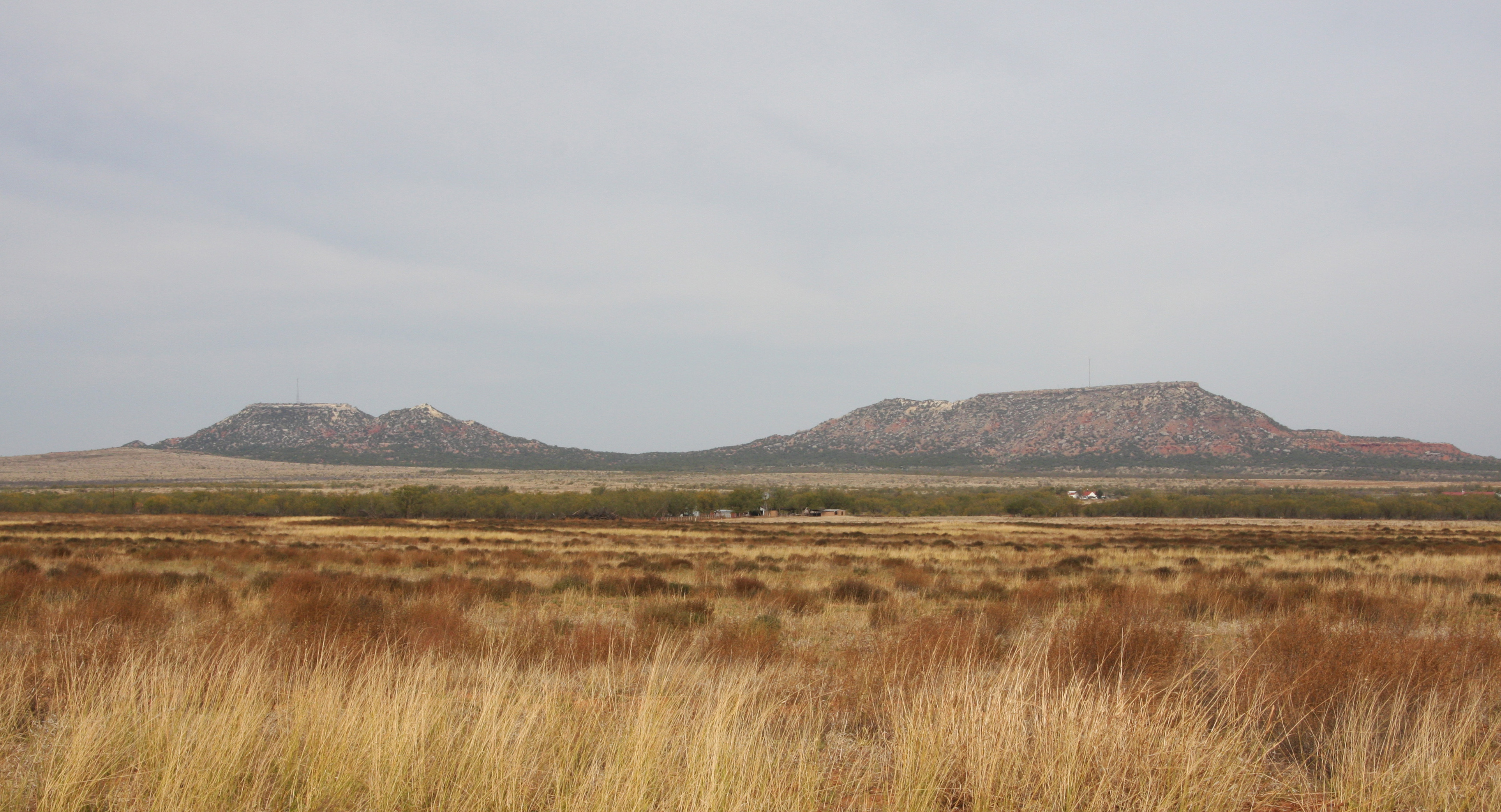
ダブルマウンテン

- ダブルマウンテン、郡内最高地点[5]、 長さ160マイル (260 km) にわたり、最も特徴的な地形[6]
- ブラゾス川、ジュドの西3マイル (5 km)、ダブルマウンテン支流とソルト支流の合流点に始まり、郡内を流れている[7]

### 主要高規格道路
- アメリカ国道83号線
- アメリカ国道380号線
- テキサス州道283号線

### 隣接する郡
- キング郡 - 北
- ハスケル郡 - 東
- ジョーンズ郡 - 南東
- フィッシャー郡 - 南
- ケント郡 - 西

## 人口動態
以下は2000年の国勢調査による人口統計データである。
| 基礎データ - 人口: 1,490人 - 世帯数: 642 世帯 - 家族数: 426 家族 - 人口密度: 1人/km2（2人/mi2） - 住居数: 928軒 - 住居密度: 0軒/km2（1軒/mi2） 人種別人口構成 - 白人: 87.7% - アフリカン・アメリカン: 2.6% - ネイティブ・アメリカン: 0.5% - アジア人: 0.9% - その他の人種: 6.3% - 混血: 1.9% - ヒスパニック・ラテン系: 14.0% 年齢別人口構成 - 18歳未満: 22.8% - 18-24歳: 6.2% - 25-44歳: 22.6% - 45-64歳: 24.5% - 65歳以上: 24.0% - 年齢の中央値: 44歳 - 性比（女性100人あたり男性の人口） - 総人口: 90.0 - 18歳以上: 91.1 | 世帯と家族（対世帯数） - 18歳未満の子供がいる: 24% - 結婚・同居している夫婦: 53% - 未婚・離婚・死別女性が世帯主: 10.1% - 非家族世帯: 33.6% - 65歳以上の老人1人暮らし: 15.7% - 平均構成人数 - 世帯: 2.28人 - 家族: 2.83人 収入と家計 - 収入の中央値 - 世帯: 27,935米ドル - 家族: 35,571米ドル - 性別 - 男性: 27,083米ドル - 女性: 15,000米ドル - 人口1人あたり収入: 16,094米ドル - 貧困線以下 - 対人口: 19.3% - 対家族数: 14.8% - 18歳未満: 31.5% - 65歳以上: 14.5% |

## 都市と町
- アスパーモント - 郡庁所在地
- オールドグロリー
- ピーコック
- ラスシティ
- スウェンソン